# Ольгуца Бербек
Ольгуца Бербек (рум. Olguța Berbec; нар. 16 квітня 1984, Мерешешть, Бая-де-Арама, Мехедінць, Румунія) — румунська співачка, солістка народної музики з регіону Північна Олтенія.

## Біографія
Дитинство пройшло в сільській місцевості, де зберігались традиції та народне вбрання. Закінчила загальноосвітню школу у селі Мерешешть у 1998 році та теоретичну середню школу в Бая-де-Араме у 2002 році.
Перші кроки в народній музиці зробила у 2000 році у фольклорному гурті «Liliacul» з Бая-де-Араме під керівництвом Елени Міміш-Транке, де виступала разом із дітьми з Мехединців на святкових концертах. У 2003 році вступила до секції народного співу в школі народного мистецтва в Тиргу-Жіу під керівництвом викладача Емілії Дреготою-Нану, де вона почала формувати та вдосконалювати свій стиль інтерпретації. Зуміла отримати значну допомогу та підтримку від Віорела Гарбаціу, директора цього закладу.
Важливим кроком у розвитку її кар’єри стала її зустріч у 2005 році з майстром народної пісні з Мехедінць Марією Рекітяну-Войческу, чиї поради, підбадьорення та тексти пісень значно допомогли їй у її дебюті та навчанні як виконавиці народної музики. Пізніше, у 2006 році, закінчила Школу народного мистецтва Тиргу-Жіу, відділ народної музики, у 2005—2007 роках працювала референтом документального кіно в Школі народного мистецтва Тиргу-Жіу.
Після закінчення у 2007 році факультету економічних наук Університету імені Константіна Бранкуші в Тиргу-Жіу отримала ступінь магістра з етнографії та фольклору в 2008 році в Університеті імені Спіру Харета в Бухаресті. У 2010 році стала продюсером шоу «Фольклор, фольклор» на каналі Antena 1.
Є віруючою людиною, про що часто згадує в мережі Інтернет.

## Зовнішні посилання
- Персональна сторінка [Архівовано 2012-01-08 у Wayback Machine.] (рум.)
- Olguța Berbec nu se lasă, după ce Niculina Stoican a câștigat procesul: "Merg mai departe. Toată lumea cunoaște adevărul" (рум.)